# Holden Racing Team
Holden Racing Team (HRT) är ett australiskt racingteam som är officiellt fabriksteam för Holden i V8 Supercar.

## Historia
Holden Racing Team användes först som namn 1988, då Larry Perkins drev sitt team med det namnet i V8 Supercars föregångare ATCC. 
Britten Win Percy startade det första riktiga Holden Racing Team inför säsongen 1990, och trots en svår privat situation för honom hemma i England, så kunde han tillsammans med Allan Grice vinna Bathurst 1000 km redan under debutsäsongen. Under de följande säsongerna hade inte Holden några större framgångar, men blev ändå det officiella fabriksteamet när V8-reglerna kom till säsongen 1993. Veteranen Peter Brock kom till teamet inför säsongen 1994, och med hans hjälp blev HRT ett team att räkna med, bland annat efter en vinst på Eastern Creek. 
Craig Lowndes kom att bli HRT:s första stjärna, och under hans debutsäsong 1996 tog han en oväntad titel, som blev startskottet för Holden Racing Teams storhetsperiod. Lowndes körde formel 3000 i Europa under ett år, vilket gav Greg Murphy en av förarplatserna i HRT. 
Lowndes återkom till säsongen 1998, då Brock och Murphy lämnade. Mark Skaife var den andre föraren, och duon kom att dominera mästerskapet de kommande åren, men Lowndes som mästare 1998 och 1999, innan Skaife vann tre raka titlar 2000, 2001 och 2002. Holdens fabriksstall vann även Bathurst vid flera tillfällen, trots att Lowndes lämnade stallet efter säsongen 2000 och ersattes av Jason Bright. 
HRT:s ägare Tom Walkinshaw Racing gick i konkurs mot slutet av säsongen 2002, vilket ledde till att Skaife själv tog över ägarskapet. Han visade sig dock ha svårt att klara av att variera sina uppdrag, vilket ledde till att stallets resultat försämrades under de kommande åren. Han vann Bathurst en sista gång tillsammans med Todd Kelly 2005, men ingen av de bägge kunde nå de mästerskapsplaceringar som Holdens ansvariga krävde, och Kelly fick flytta på sig för 2007 års mästare Garth Tander inför säsongen 2008. Tanders närvaro tog teamet till en ny nivå, och även om han inte blev bättre än trea i mästerskapet, så lyckades stallet vinna en tävling över längre distans för första gången på tre år.
Inför säsongen 2009 kom Tom Walkinshaw själv tillbaka som ägare för stallet, sedan Skaife slutat köra, och sålt teamet. Will Davison och Paul Dumbrell blev förare vid sidan av Tander, men enbart Davison klarade av att vara konkurrenskraftig. Han etablerade sig som en av de stora stjärnorna i serien, sedan han tillsammans med Tander vunnit båda långdistanstävlingarna, inklusive Bathurst. Duon var med i mästerskapskampen, där Davison hade bäst läge av de bägge, men några svaga tävlingar mot slutet av säsongen gjorde att Jamie Whincup kunde ta sin andra raka titel. Davison slutade tvåa, med Tander på tredje plats.